# П'єрлуїджі Ронцон
П'єрлуїджі Ронцон (італ. Pierluigi Ronzon; нар. 7 березня 1934, Джемона-дель-Фріулі) — італійський футболіст, що грав на позиції захисника, півзахисника.
Виступав, зокрема, за клуби «Сампдорія» та «Наполі», а також національну збірну Італії.
Володар Кубка Італії.

## Клубна кар'єра
У дорослому футболі дебютував 1952 року виступами за команду клубу «Сампдорія», в якій провів п'ять сезонів, взявши участь у 82 матчах чемпіонату.
Згодом з 1957 по 1961 рік грав у складі команд клубів «Аталанта» та «Мілан».
Своєю грою за останню команду привернув увагу представників тренерського штабу клубу «Наполі», до складу якого приєднався 1961 року. Відіграв за неаполітанську команду наступні шість сезонів своєї ігрової кар'єри. Більшість часу, проведеного у складі «Наполі», був основним гравцем команди. 1962 року виборов титул володаря Кубка Італії. У вирішальній грі за цей трофей проти команди клубу СПАЛ захисник став автором переможного гола, встановивши остаточний рахунок 2:1 на користь своєї команди.
Завершив професійну ігрову кар'єру у клубі «Лаціо», за команду якого виступав протягом 1967—1968 років.

## Виступи за збірну
1960 року провів свій єдиний матч у складі національної збірної Італії, взявши участь у товариській грі проти іспанців.
| Дата       | Місто     | Господарі | Результат | Гості  | Турнір           | Голи | Примітки |
| ---------- | --------- | --------- | --------- | ------ | ---------------- | ---- | -------- |
| 13/03/1960 | Барселона | Іспанія   | 3 – 1     | Італія | товариський матч | -    |          |
| Усього     |           | Матчів    | 1         |        | Голів            | 0    |          |

## Титули і досягнення
- Володар Кубка Італії (1):

«Наполі»: 1961–1962